# Valeriu Balaban
Valeriu Balaban (n. 29 iulie 1961, Lalova, raionul Rezina, RSS Moldovenească, URSS) este un general de justiție din Republica Moldova, care a îndeplinit funcția de procuror general al Republicii Moldova în 2003-2007.

## Copilărie și studii
Valeriu Balaban s-a născut la 29 iulie 1961 în satul Lalova (raionul Rezina). A absolvit Facultatea de Drept din cadrul Universității de Stat din Moldova în anul 1987.

## Carieră
După absolvirea facultății, a lucrat în cadrul Procuraturii interraionale Ungheni în funcțiile de stagiar (31 iulie 1987 - 12 august 1988), anchetator (12 august 1988 – 11 iulie 1989) și apoi anchetator superior (11 iulie 1989 – 22 iunie 1990). A trecut apoi la 23 iunie 1990 în magistratură devenind judecător, iar din 11 decembrie 1992, pentru o perioadă de 11 ani, lucrează în cadrul Serviciului de Informații și Securitate (SIS) al Republicii Moldova, ajungând până la funcția de conducător al aparatului directorului SIS și la gradul de colonel.
În perioada 5 decembrie 2003 – 15 ianuarie 2007, colonelul de justiție Valeriu Balaban a îndeplinit funcția de procuror general al Republicii Moldova. În acest timp, președintele Vladimir Voronin i-a acordat gradul special de general-maior.
Printr-un decret din 15 ianuarie 2007, Balaban a fost numit consilier al Președintelui Republicii Moldova cu misiuni speciale și pentru coordonarea asistenței externe. În aceeași lună i-a fost conferit Ordinul „Credință Patriei”, clasa III. A fost consilier prezidențial până în 2009.
În 2017, Balaban a fost reținut sub acuzarea că ar fi prejudiciat statul cu peste 24 de milioane de lei. Dosarul a fost expediat în judecată în 2018.

## Viață personală
Este căsătorit și are doi copii.